# Infraestructura urbana sostenible

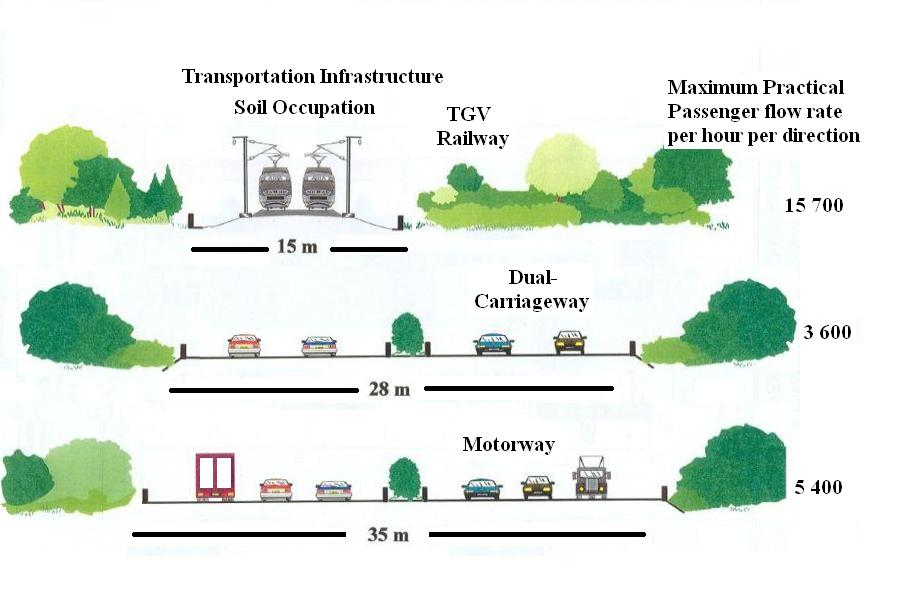
Diagrama de emplazamiento de infraestructura de transporte urbano

Infraestructura urbana sostenible, también llamada infraestructura municipal sostenible en Canadá, se refiere a una infraestructura que facilita un lugar o el progreso de una región  hacia el objetivo de vida sostenible. Presta atención a la tecnología y la política gubernamental , que permiten el urbanismo de la arquitectura sostenible y las iniciativas que promueven la agricultura sostenible. Es un elemento clave para lograr un crecimiento inclusivo, y que, además, nos ayudaría a cumplir con las metas del Acuerdo de París y los Objetivos de Desarrollo Sostenible (ODS).

### Definición
La infraestructura sostenible se refiere a proyectos de infraestructura que son planificados , diseñados, construidos, operados y desmantelados de manera que garanticen la sostenibilidad económica y financiera, social, ambiental (incluida la resiliencia climática) e institucional durante todo el ciclo de vida del proyecto.(BID,2019)
De acuerdo con la Facultad de Ingeniería y Ciencias Aplicadas de la Universidad de Colorado en Denver, la infraestructura urbana se refiere a los sistemas de ingeniería (agua, energía, transporte, saneamiento, información) que conforman una ciudad. Los desafíos resultan del crecimiento de la población, lo que genera una necesidad de infraestructura sostenible que es de alto rendimiento, rentable de recursos, eficiente y respetuosa del medio ambiente

### Dimensiones
Para una infraestructura sostenible se tiene que tener en cuenta 4 dimensiones:
- Sostenibilidad económica y financiera
- Sostenibilidad institucional
- Sostenibilidad social
- Sostenibilidad ambiental y resiliencia climática

Los servicios de infraestructura son esenciales para lograr un desarrollo sostenible, ya que proporcionan servicios de electricidad, agua, residuos sólidos, saneamiento, transporte, logística y comunicaciones, igualmente promueve el crecimiento económico inclusivo.

## Aspectos
Las infraestructuras de carreteras y urbanas, como señalamientos y mobiliario urbano son propensos a tener un impacto para los vehículos y daños resultantes de crecientes costos asociados con el mantenimiento. 
" Estamos en medio de la crisis de la infraestructura global.
La infraestructura en todo el mundo se está deteriorando y necesita ser reemplazada o mejorada. Las fuentes públicas de financiamiento existentes son insuficientes para satisfacer la necesidad, pero el problema es más que el dinero - Lo que creemos que se requiere es una amplia y sólida perspectiva del ciclo de vida de la infraestructura  "
La nueva tecnología de autorreparación protege la pavimentación y sus pilares de los daños cuando los elementos de la infraestructura se ven afectados, lo que reduce el mantenimiento y la mejora de la sostenibilidad del desarrollo urbano. Los desarrollos de autorreparación generan cero residuos y cero desaprovechamiento en el mantenimiento de los elementos de la infraestructura urbana para su desarrollo.
De acuerdo con la Agencia de Protección Ambiental de los Estados Unidos, el proceso de planificación del diseño sostenible puede conducir al desarrollo de una comunidad que es ecológica, económica y socialmente sostenible El propósito del diseño para una infraestructura urbana sostenible se basa en la localización y la vida sostenible. El objetivo es reducir la huella ecológica de los individuos de acuerdo a los principios del desarrollo sostenible en zonas con una alta densidad de población.
Los criterios para lo que puede ser incluido en este tipo de entorno urbano varía de un lugar a otro, dadas las diferencias en la infraestructura existente y la forma construida, también varía el factor climático y la disponibilidad de recursos locales.
En términos generales los siguientes aspectos podrían considerarse parte de la infraestructura urbana sostenible:
- Mejores redes de transporte público
- Iniciativas y programas para una mejor distribución y gestión de la demanda de energía
- Edificios de alta eficiencia y otros aspectos de desarrollo que permitan la  construcción verde y un hábitat sostenible con paisajismo eficiente energético.
- Áreas de espacios verdes protegidas y corredores de vida silvestre
- Desarrollo de bajo impacto  para proteger los recursos hídricos.

## Objetivo de las Naciones Unidas

###### Objetivo 9: Construir infraestructuras resilientes, promover la industrialización sostenible y fomentar la innovación
Metas:
9.1 Desarrollar infraestructuras fiables, sostenibles, resilientes y de calidad, incluidas infraestructuras regionales y transfronterizas, para apoyar el desarrollo económico y el bienestar humano, haciendo especial hincapié en el acceso asequible y equitativo para todos.
9.4 De aquí a 2030, modernizar la infraestructura y reconvertir las industrias para que sean sostenibles, utilizando los recursos con mayor eficacia y promoviendo la adopción de tecnologías y procesos industriales limpios y ambientalmente racionales, y logrando que todos los países tomen medidas de acuerdo con sus capacidades respectivas.
9.a Facilitar el desarrollo de infraestructuras sostenibles y resilientes en los países en desarrollo mediante un mayor apoyo financiero, tecnológico y técnico a los países africanos, los países menos adelantados, los países en desarrollo sin litoral y los pequeños Estados insulares en desarrollo

## Desarrollo sostenible en el mundo
Países en todo el mundo enfrentan actualmente el reto de satisfacer la demanda de servicios de infraestructura de buena calidad por parte de su población, mientras enfrentan severas restricciones fiscales.
- La infraestructura básica, como las carreteras, las tecnologías de la información y la comunicación, el saneamiento, la energía eléctrica y el agua, sigue siendo escasa en muchos países en desarrollo.

El 80% de la población de América Latina vive en ciudades, y se espera que este número alcance el 90% en 25 años. Se necesitan entonces mayores inversiones en equipamientos para brindar servicios públicos básicos y asegurar un crecimiento equitativo.

## Infraestructura resiliente y sostenible
La infraestructura resiliente es fundamental para enfrentar escenarios inciertos, especialmente en casos de desastres naturales y crisis climáticas. Eventos extremos como huracanes o terremotos pueden afectar infraestructuras críticas —hospitales, sistemas de agua y telecomunicaciones—, agravando emergencias sanitarias y climáticas. Por eso, es vital que las infraestructuras puedan resistir y recuperarse rápidamente.
La inversión en infraestructura resiliente es clave para mitigar riesgos, reducir costos de reconstrucción y evitar interrupciones en los servicios esenciales. Para ello, la planificación debe integrar la resiliencia desde las etapas iniciales, considerando los riesgos climáticos y desastres naturales. Las normativas nacionales suelen exigir análisis de riesgos tempranos y estándares técnicos que evolucionen con la tecnología y las condiciones climáticas cambiantes.
Un enfoque integral es necesario para gestionar los riesgos interrelacionados y los impactos en cascada que los desastres pueden generar. La idea de "pensar en la resiliencia» promueve una planificación más adaptada a cada contexto nacional, asegurando que los sistemas de infraestructura funcionen de manera continua y fiable.
Hoy en día, una mayor parte de la población depende de sistemas de infraestructura crítica que incluyen energía, transporte, agua, saneamiento, gestión de residuos y telecomunicaciones. La fiabilidad y el funcionamiento continuo de estos sistemas son esenciales para el bienestar social y el desarrollo económico sostenible, lo que hace de su resiliencia una prioridad tanto a nivel local como global.
La Oficina de las Naciones Unidas para la Reducción del Riesgo de Desastres (UNDRR) ha desarrollado principios para guiar al sector público y privado en la creación de infraestructuras resilientes:
1. Sensibilizar y establecer una comprensión común sobre infraestructura resiliente.
2. Incorporar la resiliencia como un valor central en la planificación y ejecución de proyectos.
3. Priorizar la resiliencia de los servicios críticos en los sistemas nacionales de infraestructura.
4. Facilitar decisiones de inversión basadas en riesgos en los sectores público y privado.

Estos principios, alineados con el ODS 9 y el Marco de Sendai, promueven infraestructuras capaces de asegurar servicios esenciales ante cualquier eventualidad, contribuyendo a un desarrollo más sostenible.
En América Latina y el Caribe, algunos países ya han implementado medidas para mejorar la resiliencia. Chile actualizó sus códigos de construcción tras el terremoto de 2010, México creó el Fondo de Desastres Naturales (FONDEN) y emitió bonos catástrofe en 2009, mientras que Brasil aplicó incentivos para reducir el consumo de agua durante una sequía. Sin embargo, la región sigue enfrentando importantes desafíos en términos de cantidad y calidad de infraestructuras. La Comisión Económica para América Latina y el Caribe (CEPAL) ha destacado la brecha entre las inversiones actuales y las necesarias para alcanzar los objetivos de desarrollo.
Invertir en infraestructura resiliente no solo protege vidas, sino que también genera beneficios económicos a largo plazo, evitando interrupciones en los servicios y reduciendo los costos de reconstrucción.Según el Banco Mundial, en las próximas dos décadas se construirá más infraestructura que en los últimos dos mil años, por lo que es crucial evitar la dependencia de sistemas que generen emisiones altas y minimizar los riesgos ambientales y económicos.

### Certificación EDGE
EDGE (Excellence in Design for Greater Efficiencies) es un sistema internacional de certificación de construcción sostenible creado por la Corporación Financiera Internacional (IFC), parte del Grupo Banco Mundial. Su objetivo es promover la construcción de edificaciones más eficientes en términos de energía, agua y materiales, transformando la manera en que se diseñan y operan los edificios, con un enfoque en mercados emergentes.
El sistema se basa en tres áreas clave de eficiencia:
- Energía: reduciendo el consumo de energía en el funcionamiento del edificio.
- Agua: disminuyendo el uso de agua en comparación con edificaciones convencionales.
- Materiales: reduciendo el carbono incorporado en los materiales de construcción

Para obtener la certificación, un edificio debe demostrar al menos un 20% de ahorro en estas tres áreas en comparación con una construcción convencional. Si se alcanza un ahorro energético del 40%, el edificio puede optar al nivel "EDGE Advanced", y aquellos que logran una eficiencia del 100% en el uso de energía pueden recibir la certificación "Zero Carbon".
El proceso de certificación EDGE consta de tres fases:
1. Evaluación con la Herramienta EDGE: El proyecto se evalúa mediante una herramienta en línea gratuita que permite a los desarrolladores proyectar ahorros en energía, agua y materiales, proporcionando un análisis integral del impacto ambiental del diseño.
2. Certificado Preliminar EDGE: Un auditor acreditado revisa los planos y especificaciones del proyecto para validar que las estrategias propuestas son viables y alcanzan los ahorros exigidos. Si se cumplen los requisitos, el proyecto recibe un Certificado Preliminar.
3. Certificación Final EDGE: Tras la construcción, un auditor realiza una inspección en el sitio para asegurar que las estrategias aprobadas en el diseño se implementaron correctamente. Al verificar las reducciones proyectadas, el proyecto recibe la Certificación Final.

#### Beneficios y aplicabilidad de la certificación EDGE
La certificación EDGE ofrece varios beneficios, como la reducción de costos operativos a través de un menor consumo de energía y agua, lo que también ayuda a mitigar el cambio climático. Además, aumenta el valor de las propiedades al hacerlas más atractivas para compradores e inquilinos interesados en sostenibilidad. La certificación es aplicable tanto a nuevos proyectos como a edificaciones existentes, y abarca una amplia variedad de tipologías, incluyendo viviendas unifamiliares, edificios comerciales, hoteles, hospitales, escuelas, entre otros.
Los gobiernos y entidades financieras también pueden aprovechar la certificación EDGE. Para los gobiernos, es una herramienta para fomentar la construcción ecológica mediante políticas e incentivos, mientras que las entidades financieras pueden reducir riesgos exigiendo la certificación como condición para el financiamiento.
Existen tres niveles de certificación EDGE:
- EDGE Certified: 20% de ahorro en energía, agua y materiales.
- EDGE Advanced: 40% de ahorro en energía, con un 20% en agua y materiales.
- Zero Carbon: 100% de ahorro en energía, con un 20% en agua y materiales.

## Municipalidades canadienses sostenibles
Varias organizaciones en Canadá relacionadas con el proyecto FCM InfraGuide, incluidas la Federación de Municipalidades Canadienses, la Infraestructura de Canadá, el Consejo Nacional de Investigación de Canadá y la Asociación Canadiense de Obras Públicas, tratarán de alcanzar la sostenibilidad de su infraestructura, especialmente a gran escala municipal convirtiéndola en infraestructura urbana sostenible, abogan un protocolo ambiental  y la inclusión de un indicador ecológico y social y otros factores en la etapa más temprana de la toma de decisión. Hay poca atención aún sobre la infraestructura rural sostenible, aunque este es un objetivo declarado del proyecto, ya que se está extendiendo a lograr el desarrollo rural de en países desarrollados.
En su opinión, la sostenibilidad aplica al "mantenimiento, reparación y modernización de la infraestructura que sostienela calidad de vida", incluyendo al menos:
- Toma de decisiones municipales y la planificación de inversiones
- Suministro de agua potable
- Aguas pluviales y desperdicio de agua, especialmente el objetivo de minimizar la distancia que viaja tal agua para ser tratada y reutilizada
- Carreteras  y pavimentaciones y su integración con sistemas del transporte público para conseguir un flujo más eficiente de la movilidad de las personas
- Protocolos ambientales  y prácticas multidisciplinarias para asegurarse de que se respetan, por ejemplo las compras verde.

Estas y otras entidades oficiales canadienses, incluyendo la Auditoría General de Canadá y el Servicio de Canadá se centran en por ejemplo la auditoría de gestión municipal , y tecnologías de la información y de comunicaciones, consumismo consciente y el intercambio de "datos, información, infraestructura común, tecnología" y la necesidad de "integrar sus procesos de negocio" para reducir aún más el desperdicio, sobre todo de chatarra electrónica y reducir los  gases de efecto invernadero, tal como una de las preocupaciones establecidas en el Protocolo de Kioto. En el 2011, Canadá se retiró del Protocolo de Kioto debido a problemáticas económicas
"Comunidades del mañana" es una empresa sin fines de lucro en Saskatchewan, Canadá, que fomenta el desarrollo y comercialización de soluciones innovadoras de infraestructura sostenible para el mercado global. Infraestructura sostenible en el desarrollo de agua, alcantarillado, carreteras y otros sistemas de infraestructura que satisfagan las necesidades de las generaciones actuales y futuras en un nivel social, económico y medioambiental de manera sostenible. Comunidades del Mañana invita a empresas de la industria, junto con investigadores para desarrollar colaborativamente nuevas soluciones de infraestructura a los problemas existentes o futuros con el objetivo final de comercializarlas. Se trata de construir más verde y más duradera la infraestructura, como carreteras y sistemas de agua, para ofrecer al mercado global.